# Lagerstroemia anhuiensis
Lagerstroemia anhuiensis är en fackelblomsväxtart som beskrevs av X.H.Guo och S.B.Zhou. Lagerstroemia anhuiensis ingår i släktet Lagerstroemia och familjen fackelblomsväxter. Inga underarter finns listade i Catalogue of Life.